# Bergfex
Bergfex is een Duits historisch merk van motorfietsen.
De bedrijfsnaam was: Bergfex Motorfahzeug-Fabrik, Berlin.
Bergfex maakte vanaf 1904 stevige frames waarin 4pk- en 5pk-Kelecom-Antoine-, Fafnir- en Minerva-motoren werden gemonteerd. Daarnaast werden er ook eigen motorblokken gebruikt. In 1909 werd de productie beëindigd.